# Hibana gracilis
Hibana gracilis là một loài nhện trong họ Anyphaenidae.
Loài này thuộc chi Hibana. Hibana gracilis được Nicholas Marcellus Hentz miêu tả năm 1847.